# Alfred Grütter (Sportschütze)
Alfred Grütter (* 31. August 1860; † 30. Januar 1937) war ein Schweizer Sportschütze.

## Erfolge
Er nahm mit der Armee-Mannschaft der Schweiz am Mannschaftswettbewerb mit dem Armeegewehr über 300 Meter teil und gewann mit ihr die Goldmedaille. Bei den Olympischen Zwischenspielen 1906 in Athen konnte er diesen Sieg bestätigen. Mit dem Freien Gewehr wurde er sechsmal mit der Mannschaft Weltmeister.